# Starke (Florida)
Starke es una ciudad ubicada en el condado de Bradford en el estado estadounidense de Florida. En el Censo de 2010 tenía una población de 5.449 habitantes y una densidad poblacional de 291,72 personas por km².

## Geografía
Starke se encuentra ubicada en las coordenadas 29°56′51″N 82°6′47″O / 29.94750, -82.11306. Según la Oficina del Censo de los Estados Unidos, Starke tiene una superficie total de 18.68 km², de la cual 18.68 km² corresponden a tierra firme y (0%) 0 km² es agua.

## Demografía
Según el censo de 2010, había 5.449 personas residiendo en Starke. La densidad de población era de 291,72 hab./km². De los 5.449 habitantes, Starke estaba compuesto por el 65.85% blancos, el 29.23% eran afroamericanos, el 0.28% eran amerindios, el 1.08% eran asiáticos, el 0.02% eran isleños del Pacífico, el 0.99% eran de otras razas y el 2.55% pertenecían a dos o más razas. Del total de la población el 3.8% eran hispanos o latinos de cualquier raza.